# George Kingston
George Kingston (ur. 20 sierpnia 1939 w Biggar) – kanadyjski trener hokeja na lodzie. Prowadził m.in. reprezentację Kanady podczas mistrzostw Świata w 1994 roku podczas których drużyna klonowego liścia zdobyła złoty medal. Był pierwszym trenerem San Jose Sharks.
Kingston swoją karierę trenerską rozpoczął w University of Calgary w 1969 roku. Trenował tamtejszy zespół hokejowy przez 16 lat, krótkimi przerwami w latach 1968-1976, 1978-1983 oraz 1984–1988. Sukcesy z drużyną uniwersytecką zaowocował ofertą Calgary Flames, dzięki której Kingston miał zostać asystentem trenera. W 1989 roku został trenerem reprezentacji Norwegii. Po dwóch latach pobytu w Skandynawii, wrócił do Ameryki, gdzie został trenerem San Jose Sharks. W kwietniu 1993 roku podał się do dymisji. Podczas jego kariery w San Jose drużyna ta wygrała tylko 28 meczów z 164 rozegranych. Drużyna rekinów była jedyną, którą prowadził Kingston w NHL. W 1994 roku doprowadził zespół narodowy Kandy do złotego medalu mistrzostw świata oraz był głównym managerem zespołu podczas igrzysk w Lillehammer. Po tych sukcesach ponownie pracował w Europie. Prowadzać reprezentację Niemiec w latach 1994–1999. W 1999 Kingston został zatrudniony jako asystent trenera nowo powstałej drużyny Atlanta Thrashers, a dwa lata później został asystentem trenera w Florida Panthers.
Obecnie mieszka w Norwegii, gdzie jest asystentem trenera reprezentacji męskiej seniorów oraz głównym trenerem żeńskiej reprezentacji.